# Eddy Treijtel
Eduard Willem "Eddy" Treijtel (Roterdão, 28 de maio de 1946) é um ex-futebolista neerlandês que atuava como goleiro. 

## Carreira
Em clubes, obteve mais destaque no Feyenoord, onde jogou entre 1968 e 1979, com 322 partidas disputadas. Encerrou a carreira no AZ Alkmaar, em 1985.
Foi goleiro da Seleção Neerlandesa de 1969 a 1976, tendo disputado a Copa de 1974 como reserva.

## Títulos
- Países Baixos
  - Vice-Copa do Mundo de 1974

## Ligações Externas
- Perfil em FIFA.com (em inglês)